# Christoph Reißky
 Christoph Reißky  (* 11. August 1995 in Freiberg) ist ein deutscher Handballspieler.

## Karriere
Reißky stammt aus der Jugend der HSG Freiberg. Von dort wechselte er 2011 zu den Füchsen Berlin und wurde mit dem Hauptstadtklub dreimal Deutscher Meister in der A-Jugend. Bereits in der Saison 2015/16 sammelte er erste Bundesligaerfahrung. Zwei Saisons lang pendelte er dank eines Zweitspielrechts zwischen TUSEM Essen und den Füchsen. 30 Erst- und 29 Zweitligaeinsätze sammelte Reißky in dieser Zeit. 2018 gewann er mit den Füchsen den EHF-Pokal. Er wechselte im Sommer 2019 auf Leihbasis zu GWD Minden. Ab dem Sommer 2020 stand er fest bei der GWD Minden unter Vertrag. Auf Grund einer im September 2020 erlittenen Schulterverletzung fiel er monatelang aus. Kurz vor seinem Comeback im April 2021 zog er sich einen Kreuzbandriss zu. Im Sommer 2022 verließ er Minden.

## Bundesligabilanz
| Saison    | Verein        | Spielklasse   | Spiele | Tore | 7-Meter | Feldtore |
| --------- | ------------- | ------------- | ------ | ---- | ------- | -------- |
| 2015/16   | Füchse Berlin | Bundesliga    | 2      | 0    | 0       | 0        |
| 2016/17   | TUSEM Essen   | 2. Bundesliga | 13     | 29   | 0       | 29       |
| 2016/17   | Füchse Berlin | Bundesliga    | 19     | 13   | 0       | 13       |
| 2017/18   | TUSEM Essen   | 2. Bundesliga | 16     | 39   | 0       | 39       |
| 2017/18   | Füchse Berlin | Bundesliga    | 9      | 3    | 0       | 3        |
| 2018/19   | Füchse Berlin | Bundesliga    | 28     | 19   | 0       | 19       |
| 2019/20   | GWD Minden    | Bundesliga    | 27     | 34   | 0       | 34       |
| 2020/21   | GWD Minden    | Bundesliga    | 0      | 0    | 0       | 0        |
| 2021/22   | GWD Minden    | Bundesliga    | 0      | 0    | 0       | 0        |
| 2015–2022 | gesamt        | Bundesliga    | 85     | 69   | 0       | 69       |
| 2016–2018 | gesamt        | 2. Bundesliga | 29     | 68   | 0       | 68       |